# Octopus selene
Octopus selene är en bläckfiskart som beskrevs av Voss 1971. Octopus selene ingår i släktet Octopus och familjen Octopodidae. Inga underarter finns listade i Catalogue of Life.